# Sufetula sunidesalis
Sufetula sunidesalis là một loài bướm đêm trong họ Crambidae.